# 의왕시의 행정 구역
의왕시의 행정 구역은 6개의 행정동과 155통, 828반으로 구성된다. 의왕시의 인구는 2012년 10월을 기준으로 55,824세대 152,668명이다.

## 행정 구역

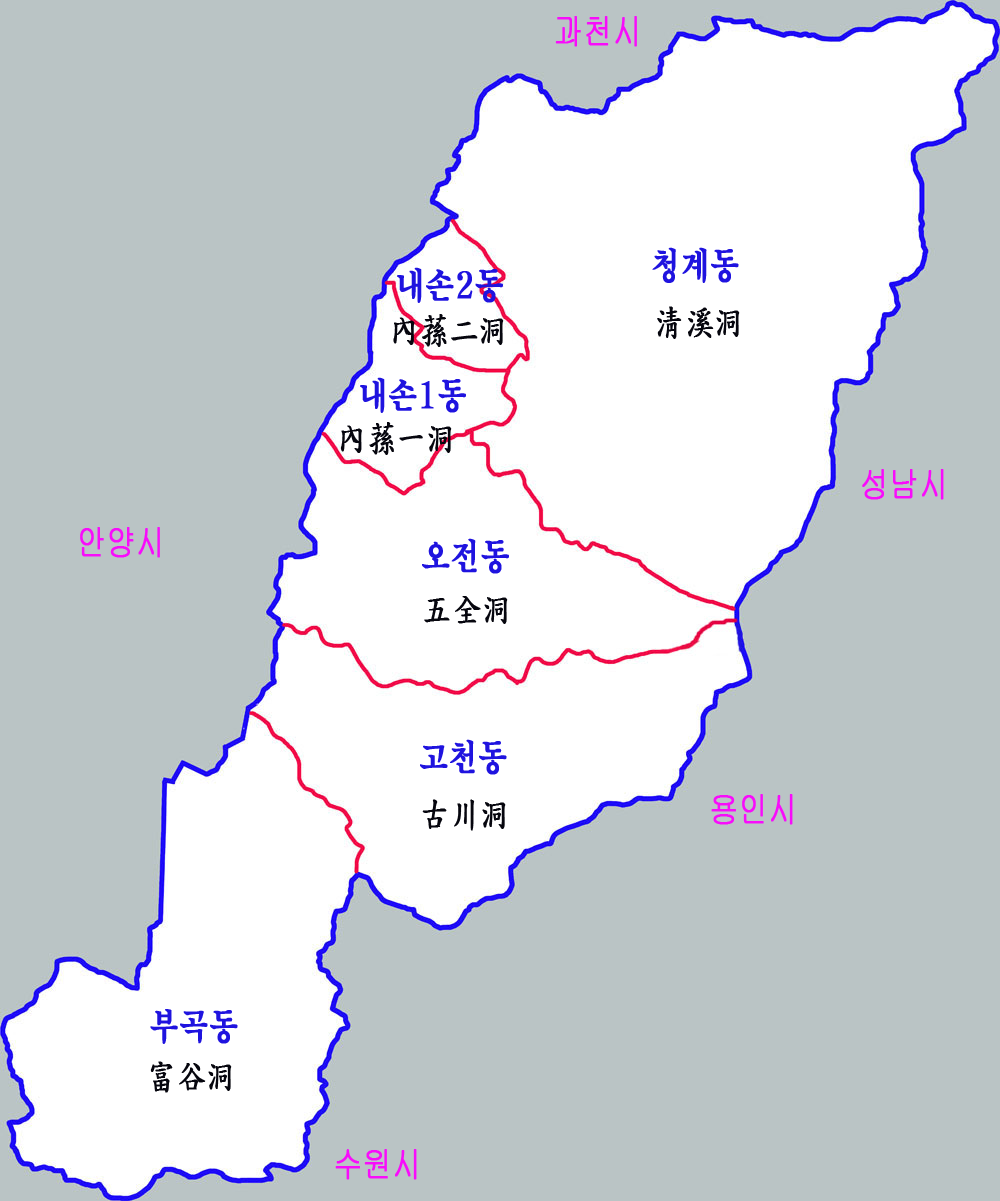
의왕시의 행정 구역

| 행정동명 | 한자    | 면적(km2) | 세대   | 인구(명) |
| -------- | ------- | --------- | ------ | -------- |
| 고천동   | 古川洞  | 8.9       | 4,879  | 13,221   |
| 부곡동   | 富谷洞  | 11.3      | 10,156 | 26,788   |
| 오전동   | 五全洞  | 6.7       | 15,072 | 43,620   |
| 내손1동  | 內蓀1洞 | 2.6       | 8,381  | 23,195   |
| 내손2동  | 內蓀2洞 | 2.5       | 10,933 | 28,746   |
| 청계동   | 淸溪洞  | 22.1      | 6,403  | 17,098   |
| 의왕시   | 義王市  | 54.003    | 55,824 | 152,668  |

## 개요
| 행정동명 | 법정동명       | 설명 |
| -------- | -------------- | --- |
| 고천동   | 고천동(古川洞) | 조선시대 광주군 왕륜면 평사촌·고정동·고고리·내곡동이었다가, 1914년 통폐합으로 수원군 의왕면 고천리로 되었다. 1989년 1월 1일 의왕시 고천동으로 되었다. |
| 고천동   | 왕곡동(旺谷洞) | 광주군 왕륜면·곡사동·통산동이었다가, 1914년 수원군 의왕면 왕곡리로 되었다. 1989년 1월 1일 의왕시 왕곡동으로 되었다. |
| 부곡동   | 이동(二洞)     | 광주군 왕륜면 창촌·징계리·신촌·교동·동동·묘동·궁말·신기촌이었다가, 1914년 수원군 의왕면 이리로 되었다. 1989년 1월 1일 의왕시 이동으로 되었다. 가나무골·구래·궁말·금천말·상학골·새터마을·징계골·창말 등의 자연취락이 있다.                                                            |
| 부곡동   | 삼동(三洞)     | 광주군 왕륜면 상장의·하장의·괴동이었다가, 1914년 수원군 의왕면 삼리로 되었다. 1989년 1월 1일 의왕시 삼동으로 되었다. 관사촌·괴말·아랫장안말·윗장안말·중간말 등의 자연취락이 있다. |
| 부곡동   | 월암동(月岩洞) | 조선시대에는 안산군 월곡면과 광주군 왕륜면 지역이었다. 1914년 북부는 수원군 의왕면 관할로 되었고, 남부는 수원군 반월면 관할로 되었다. 1949년 화성군 일왕면과 반월면으로 행정구역이 바뀌었고, 1983년 2월 15일 시흥군 의왕읍 월암리로 되었다. 1989년 1월 1일 의왕시 월암동으로 되었다. |
| 부곡동   | 초평동(草坪洞) | 조선시대에는 안산군 월곡면과 광주군 왕륜면 지역이었다. 1914년 북부는 수원군 의왕면 관할로 되었고, 남부는 수원군 반월면 관할로 되었다. 1949년 화성군 일왕면과 반월면으로 행정구역이 바뀌었고, 1983년 2월 15일 시흥군 의왕읍 초평리로 되었다. 1989년 1월 1일 의왕시 초평동으로 되었다. |
| 오전동   | 오전동(五全洞) | 광주군 왕륜면 오마동·전주동·등곡동이었다가, 1914년 수원군 의왕면 오전리로 되었다. |
| 내손1동  | 내손동(內蓀洞) | 광주군 의곡면 손동·의일내동·갈산동이었다가, 1914년 수원군 의왕면 내손리로 되었다. |
| 내손2동  | 〃             | 광주군 의곡면 손동·의일내동·갈산동이었다가, 1914년 수원군 의왕면 내손리로 되었다. |
| 내손2동  | 포일동(浦一洞) | 광주군 의곡면 포일동·포이동·갈산동이었다가, 1914년 수원군 의왕면 포일리로 되었다. 청계산 및 학의리에서 흘러 내리는 하천을 끼고 취락이 형성된 곳이므로 '포일동'이라 칭하였다. 구렁골·덕장골·벌모루·샛터·성고개·세거리·양지편·임이·진터 등의 자연취락이 있다.                          |
| 청계동   | 내손동         | ↑ 참고 |
| 청계동   | 포일동         | ↑ 참고 |
| 청계동   | 청계동(淸溪洞) | 광주군 의곡면 상청계동과 하청계동이었다가, 1914년 수원군 의왕면 청계리로 되었다. |
| 청계동   | 학의동(鶴儀洞) | 조선시대 영조 때(영조 35년 1759년 여지도서에 의거)에는 광주부 의곡면 이리이었으나, 그 후 정조 13년(1789년)에는 광주군 의곡면 학현동·의일외동으로 되어 있었던 것이, 1914년 수원군 의왕면 학의리로 되었다.                                                                             |

## 역사
1989년 1월 1일 시흥군 의왕읍 일원을 관할로 의왕시가 설치되었다.
| 개편 전 | 개편 후 |
| --- | --- |
| 시흥군 의왕읍 고천리(古川里)·왕곡리(旺谷里)·이리(二里)·삼리(三里)·월암리(月岩里)·초평리(草坪里)·오전리(五全里)· 내손리(內蓀里)·포일리(浦一里)·청계리(淸溪里)·학의리(鶴儀里) | 의왕시 고천동(古川洞)·왕곡동(旺谷洞)·이동(二洞)·삼동(三洞)·월암동(月岩洞)·초평동(草坪洞)·오전동(五全洞)· 내손동(內蓀洞)·포일동(浦一洞)·청계동(淸溪洞)·학의동(鶴儀洞) |

- 2005년 6월 23일, 군포시 당정동 일부가 의왕시에, 의왕시 고천동, 이동, 삼동, 초평동 일부가 군포시에 편입되었다.[6]
- 2007년 2월 20일, 시명의 한자를 일제 잔재 논란이 있었던 '儀旺'에서 '義王'으로 변경하였다.[7] 그러나 조선 시대의 '의곡(儀谷)'과 '왕륜(旺倫)'이란 명칭에서 알 수 있듯이 한자 자체는 일제의 잔재가 아니며, 오히려 조선총독부의 행정구역 통폐합에 의한 '의왕'이란 명칭 자체가 일제 잔재라는 반론이 있다.
- 2013년 2월 2일, 수원시 권선구 당수동, 입북동, 장안구 율전동의 일부를 의왕시에 편입하고 의왕시 월암동의 일부를 수원시에 편입하여 왕송호수와 봉담과천로를 따라 경계가 조정되었다.[8][9]